# Stay a While
Stay a While is een nummer van het Belgische dj-duo Dimitri Vegas & Like Mike uit 2016. Het is de vijfde single van hun album Bringing the Madness.
"Stay a While" is een zomers nummer dat in zijn geheel door Like Mike werd ingezongen. Het nummer werd een hit in België, en haalde de 3e positie in de Vlaamse Ultratop 50. Buiten België wist het nummer geen hitlijsten te behalen.